# Merghindeal
Merghindeal – wieś w Rumunii, w okręgu Sybin, w gminie Merghindeal. W 2011 roku liczyła 698 mieszkańców.